# جوليان أكونا غاليه
جوليان أكونا غاليه (1900-1973) (بالإنجليزية: Julián Acuña Galé)‏ هو عالم نبات كوبي.